# Лінд (Маєн-Кобленц)
Лінд (нім. Lind) — громада в Німеччині, розташована в землі Рейнланд-Пфальц. Входить до складу району Маєн-Кобленц. Складова частина об'єднання громад Фордерайфель.
Площа — 2,78 км2. Населення становить 51 ос. (станом на 31 грудня 2020).

## Галерея

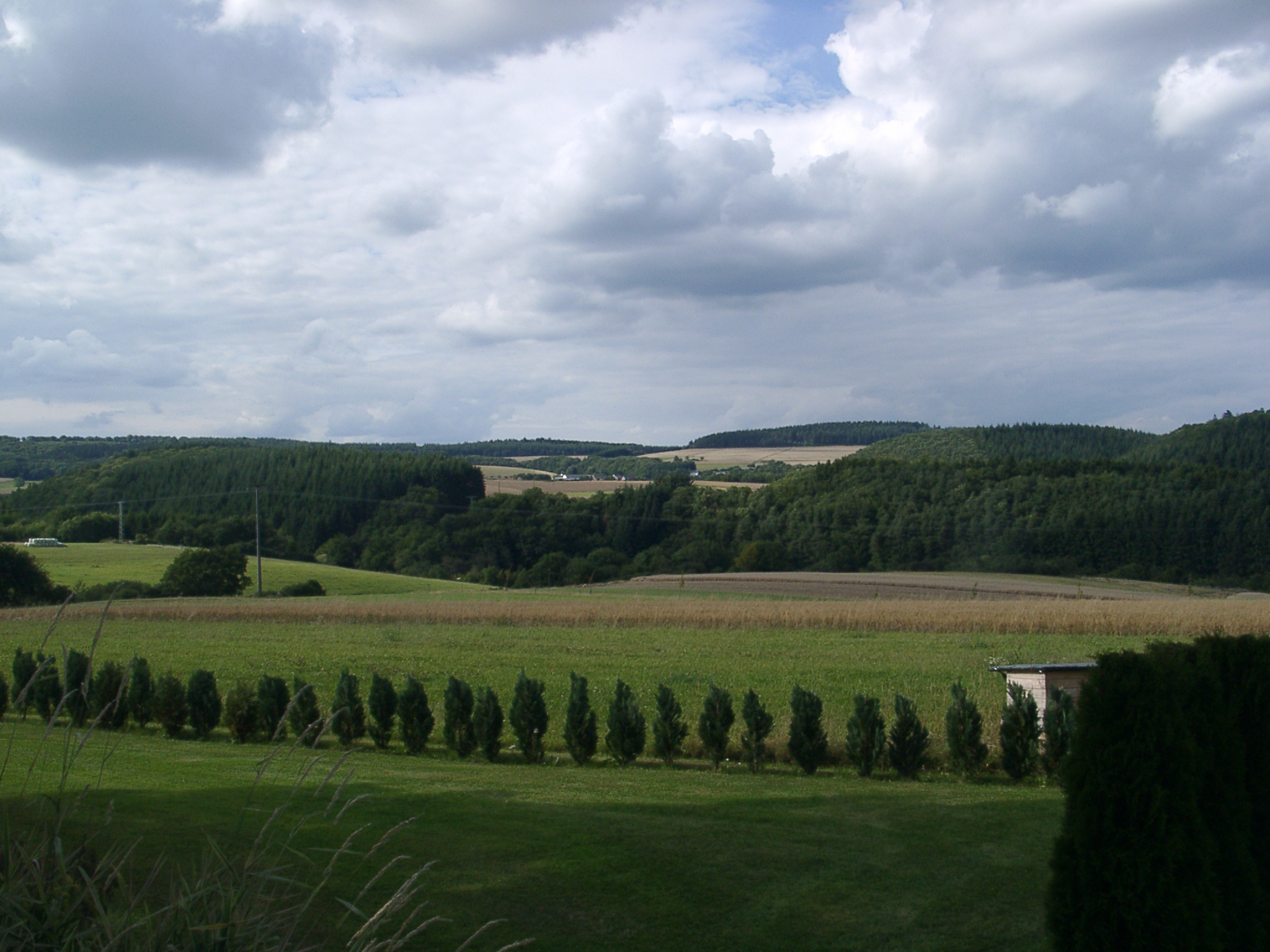